# Elite Residence
Elite Residence — 91-этажный небоскрёб высотой 380,5 метров, расположенный возле насыпного острова The Palm Jumeira на территории комплекса Дубай Марина, Дубай, ОАЭ. По состоянию на 2015 год является 23-м по высоте зданием в Азии и 30-м по высоте в мире, а также пятым по высоте жилым зданием в мире. Строительство небоскреба осуществляла эмиратская компания-застройщик «Тамир Холдинг». Здание было завершено в 2012 году.

## Функциональность
- Элитное жильё
- Магазины

## Структура
На 76 этажах здания расположены 697 одно-, двух- и трёхкомнатных квартир, а также отдельные апартаменты с круговой панорамой на город и Персидский залив. Само здание расположено на первой от моря линии домов.

Остальные 15 этажей отведены под плавательные бассейны, спа, фитнесс-клубы, гимнастический зал и бизнес-центр. В здании оборудованы 12 скоростных лифтов и парковка на 788 парковочных мест.

## Транспортная доступность
Трамвайная линия ведёт от здания к станциям метро, расположенным вдоль Sheikh Zayed Road.